# Futbola Klubs Jūrnieks
Il Futbola Klubs Jūrnieks, più comunemente noto come FK Jūrnieks oppure Jūrnieks, è una società calcistica lettone con sede nella città di Riga.

## Storia

### Periodo sovietico
Il club fu fondato nel 1959 come KBRR Rīga: con tale denominazione raggiunse la massima serie lettone nel 1962 e disputò i suoi primi due campionati sovietici lettoni, condotti nelle prime posizioni. Nel 1964 divenne KRR Rīga, sfiorando il titolo nel 1967, quando si classificò terza ad un solo punto dalle due capolista.
Nel 1968 assunse il nome di FK Jūrnieks con cui è diventato celebre: due anni più tardi arrivò il primo titolo, con la conquista della Coppa Lettone, mentre nel 1972 arrivò pure la doppietta campionato/coppa. In seguito i risultati furono più modesti, ma il club mantenne comunque la massima divisione lettone fino al 1991, ultimo anno sotto il dominio sovietico, quando, arrivando 14º retrocesse in 1. Līga.

### Periodo lettone
Col temporaneo cambio di denominazione in Decemvīri Rīga vinse immediatamente il campionato di seconda divisione, ma dovette rinunciare alla Virslīga per problemi economici; dopo un anno di inattività tornò a disputare la 1. Līga nel 1994 riadottando il nome FK Jūrnieks, e finì 3º. L'anno seguente vinse per la seconda volta il campionato, e in questo caso riuscì ad iscriversi in Virslīga. Il ritorno in massima serie (prima apparizione dopo l'indipendenza) non fu fortunato: nella Virslīga 1996 la squadra finì ultima anche dopo gli spareggi retrocessione, tornando in 1. Līga. Dopo un ultimo anno in questa categoria, peraltro terminato al 2º posto, il club dichiarò bancarotta.
Nel 2017, a distanza di venti anni dall'ultima apparizione, lo Jūrnieks è stato rifondato e iscritto al campionato di 2. Līga. Con l'istituzione del campionato a girone unico, nel 2020 è tra le squadre relegate nella nuova 3. Līga. Dopo due stagioni ritorna in 2. Līga, ma rimane un solo anno piazzandosi all'ultimo posto nel suo girone.

## Palmarès

### Competizioni nazionali
- Campionato sovietico lettone: 1

1972
- Coppa Lettone Sovietica: 2

1970, 1972
- 1. Līga: 2

1992, 1995

### Altri piazzamenti
- Coppa di Lettonia:

Semifinalista: 1996
- 1. Līga:

Secondo posto: 1997
Terzo posto: 1994

## Statistiche e record

### Partecipazioni ai campionati
| Livello | Categoria | Partecipazioni | Debutto | Ultima stagione | Totale |
| ------- | --------- | -------------- | ------- | --------------- | ------ |
| 1º      | Virslīga  | 1              | 1996    | 1996            | 1      |
| 2º      | 1. Līga   | 4              | 1992    | 1997            | 4      |
| 3º      | 2. Līga   | 4              | 2017    | 2022            | 4      |
| 4º      | 3. Līga   | 2              | 2020    | 2021            | 2      |